# Borau
Borau település Spanyolországban, Huesca tartományban. Borau Jaca, Aísa, Villanúa, Castiello de Jaca és Canfranc községekkel határos. Lakosainak száma 85 fő (2024).

## Népesség
A település népessége az utóbbi években az alábbiak szerint változott:
| Lakosok száma | 75   | 75   | 72   | 71   | 85   | 91   | 91   | 74   | 83   | 85   |
|               | 2001 | 2004 | 2006 | 2009 | 2011 | 2014 | 2016 | 2019 | 2021 | 2024 |